# Santa Eulàlia d'Esparreguera
Santa Eulàlia d'Esparreguera és una església del municipi d'Esparreguera inclosa en l'Inventari del Patrimoni Arquitectònic de Catalunya.

## Descripció
És una església d'una nau, molt àmplia, capçada per un absis de planta heptagonal i coberta per una volta de creueria, els nervis de la qual recolzen sobre pilastres, d'estil clàssic, adossades. Les claus de volta presenten una ornamentació d'estil classicitzant. Entre els contraforts hi ha capelles laterals. Tant les portes nord i sud de l'església, com les de les sagristies, són renaixentistes, amb una estructura de columnes dòriques que sostenen sengles entaulaments. El campanar, que no fou acabat fins al 1636, és de secció poligonal i realitzat en estil barroc, tot esdevenint un autèntic mirador del Llobregat. Tot l'edifici és fet amb pedra, construït en un estil que estructuralment segueix la tradició del gòtic català encara que en l'ornamentació incorpora un llenguatge renaixentista i barroc. La façana de ponent va ser decorada amb un mural de ceràmica d'Enric Serra entre 1950 i 1954.

## Història
L'any 1316 es bastí una església a la vila perquè la de Santa Maria del Puig era molt llunyana. Amb el temps, aquesta nova església dedicada a Santa Eulàlia va esdevenir la parròquia d'Esparreguera. Aquesta, va ser substituïda per un nou edifici beneït el 1612. El temple sofrí danys en la guerra del Francès i serví com a caserna de les tropes isabelines en la primera Guerra Carlina, cosa per la qual restà molt malmesa.
La construcció de la majestuosa església de Santa Eulàlia d'Esparreguera al segle xvi fou possible, sobre tot, gràcies al desenvolupament demogràfic i econòmic que protagonitzà la vila en aquella època. El dia 13 de desembre de 1587, el degà de Piera posà la primera pedra. La data de construcció la trobem inscrita en una làpida del lateral esquerre de l'interior de l'església. Les obres de construcció, en gran part finançades per la gent del poble mitjançant l'impost del quarantè, duraren aproximadament 25 anys. El 27 de maig de 1612, l'abat de Montserrat, fra Antoni Jutge, amb llicència expressa del bisbe de Barcelona, efectuà la benedicció del temple. L'església està configurada per una gran nau de 15 metres d'amplitud, 51 metres de llargada i 23 metres d'altitud. A cada costat hi ha sis capelles disposades entre els contraforts i amb un absis poligonal. La nau està coberta amb volta de creueria tradicional compartimentada en set trams per uns arcs faixons de mig punt. El campanar, el segon més alt de Catalunya, té 63,5 metres d'alçada. El dia de la consagració de l'església, el campanar encara no estava construït; no va ser fins al 1636, quan es finalitza la construcció. La part baixa del campanar és rectangular i la part superior, fins a arribar a les campanes, és vuitavada. Uns impressionants contraforts s'observen a la part exterior, darrere mateix de l'absis. L'església està construïda amb materials dels voltants d'Igualada, també amb la roca calcària de la Serra d'en Rubió, el travertins són de la costa de la Gorgonçana i també amb materials de la muntanya de Montserrat. Va patir els estralls de la Guerra de la Independència (1808-1814), la primera Guerra Carlina (1833-1840) i la Guerra Civil Espanyola (1936-1939). Durant la guerra de la Independència, es convertí en caserna de cavalleria i, durant la Guerra dels 7 anys també fou destinada a caserna. Al principi de la Guerra Civil, va ser incendiada: es cremà l'orgue, els altars, els retaules i el mobiliari; es perderen les campanes i desaparegué l'arxiu parroquial. Degut a l'escalfor del foc caigueren part de les voltes de creuer i de les claus de volta. L'església es destinà a garatge, dipòsit de carros i productes agrícoles. A la darreria de la guerra, la nau i els laterals es van omplir de vehicles de la secció d'aviació.
Del 1866 consta un projecte de restauració d'Elies Rogent, però les obres serien interrompudes poc abans de la Revolució de Setembre de 1868. Reoberta al culte el 1874, la façana era encara inacabada. El 1936 un escamot foraster profanà l'edifici i cremà els retaules i la fusta de l'orgue -que era del segle XVII-, així com l'arxiu de la parròquia. Durant la guerra civil espanyola de 1936-1939 l'església serví de garatge i magatzem. Fou reconstruïda posteriorment pel rector Mn. Garriga i Armajach.